# 61-817
61-817/820/850 — серия купейных вагонов вместимостью 36 мест, выпускавшихся с 1991 по 1997 год Тверским вагоностроительным заводом.

## Конструкция
Вагон поезда содержит в себе 9 купе, включая одно для отдыха проводников. Длины полок аналогичны плацкартным вагонам.
Верхние полки крепились консолью. Изначально интерьер состоял из светло-жёлтого пластика, а спинки были установлены на перегородках. Рукоятки дверей загнуты вверх. Напротив всех купе, кроме 3 и 6, установлены отдельные поручни. Ранние вагоны имели скругление внизу.
С 1996 года пластик был перекрашен в тёмно-жёлтый цвет, полки стали полумягкими и подвешенными сверху на цепях. В коридоре устанавливали откидные сиденья.

## 61-820
Прототип вагона 61-820 был представлен в 1993 году. Серийно выпускался с 1996 по 1998 годах. От 61-817 вагон отличается улучшенным интерьером и индикацией занятости туалетов.

## 61-820К
Прототип вагона 61-820К был представлен в 1995 году. Серийно вагон выпускается с 1998 года совместно с FAGA и Siemens Desiro.

## 61-850
Вагон выпускался параллельно с 61-817 с 1992 по 1997 год.